# Dolichopus adaequatus
Dolichopus adaequatus är en tvåvingeart som beskrevs av Van Duzee 1921. Dolichopus adaequatus ingår i släktet Dolichopus och familjen styltflugor. Inga underarter finns listade i Catalogue of Life.